# Ларченко Ліна Вікторівна
Ларченко Ліна Вікторівна – доцент кафедри автоматизації проектування обчислювальної техніки(АПОТ) Харківського національного університету радіоелектроніки (ХНУРЕ), кандидат технічних наук, доцент.

## Освіта та кар’єра
1989 р. – закінчила Харківський політехнічний інститут (ХПІ) за спеціальністю «Інформаційно-вимірювальна техніка», інженер-електрик.
1993 – 1996 рр. навчалась в аспірантурі Харківського технічного університету радіоелектроніки (ХТУРЕ).
1998 р. – захистила кандидатську дисертацію за спеціальністю 05.13.12 «Системи автоматизації проектування».
1999 – 2005 рр.  – старший викладач кафедри охорони праці Харківського національного університету радіоелектроніки (ХНУРЕ)
2005 – по 2009 рр.  – доцент кафедри охорони праці ХНУРЕ
З 2009 р. – по теперішній час  доцент кафедри АПОТ (ХНУРЕ).
2016 р. – отримала наукове звання доцента кафедри АПОТ.

## Освітня діяльність
Викладає навчальні курси у ХНУРЕ:
- «Комп’ютерні системи автоматичного керування»,
- «Спеціалізовані алгоритми і архітектури»,
- «Мікроелектромеханічні системи»,
- «Проектування спеціалізованих архітектур комп’ютерних систем».

## Наукова діяльність
Напрями наукової діяльності: проектування спеціалізованих цифрових пристроїв комп’ютерних систем, спеціалізованих функціональних модулів імпульсних перетворень в комп’ютерних системах автоматичного керування.

## Міжнародна діяльність / участь у міжнародних проектах
Проект Tempus «Розробка нової спеціалізації «Магістр в галузі проектування мікросистем»: підвищення кваліфікації, Лодзький технічний університет, Польща, «Технології проектування мікросистем на кристалах», 2016 р.

## Публікації та патенти
37 наукових та 6 навчально-методичних.